# Listă de filme de groază din 2014
Aceasta este o listă de filme de groază din 2014.
| Titlu                                | Regizor                              | Distribuție                                       | Țara                 | Note          |
| ------------------------------------ | ------------------------------------ | ------------------------------------------------- | -------------------- | ------------- |
| Among the Living                     | Alexandre Bustillo, Julien Maury     | Béatrice Dalle                                    | Franța               | [ 1 ]         |
| As Above, So Below                   | John Erick Dowdle                    | Ben Feldman, Perdita Weeks , Edwin Hodge          | Statele Unite        | [ 2 ]         |
| The Babadook                         | Jennifer Kent                        | Essie Davis, Noah Wiseman, Barbara West           | Australia            | [ 3 ]         |
| Bag Boy Lover Boy                    | Andres Torres                        | Theodore Bouloukos, Jon Wachter, Kathy Biehl      | Statele Unite        | [ 4 ]         |
| Bunshinsaba 3                        | An Byung-ki                          | Jiang Yiyan, Jiao Junyan, Wang Longhua            | China                | [ 5 ]         |
| Closed Doors Village                 | Xing Bo                              | David Chen, Xu Dongdong, Bao Tino, Wang Liang     | China                | [ 6 ] [ 7 ]   |
| Dead Snow: Red vs. Dead              | Tommy Wirkola                        |                                                   | Norvegia             | [ 8 ]         |
| Deliver Us from Evil                 | Scott Derrickson                     | Eric Bana, Edgar Ramirez, Olivia Munn             | Statele Unite        | [ 9 ]         |
| Devil's Due                          | Matt Bettinelli-Olpin, Tyler Gillett | Allison Miller, Zach Gilford, Robert Belushi      | Statele Unite        | [ 10 ]        |
| Double Exposure                      | Li Jinhang                           | Qin Wenjing, Ma Wenlong, Sabrina Qiu              | China                | [ 11 ]        |
| Fatal Frame                          | Mari Asato                           | Ayami Nakajō, Aoi Morikawa                        | Japonia              | [ 12 ] [ 13 ] |
| The Haunted Cinema                   | Yuan Jie                             | Liu Yanxi, Luo Xiang, Wei Xingyu                  | China                | [ 14 ]        |
| Hollow                               | Trần Hàm                             | Nguyễn Ngọc Hiệp, Trần Bảo Sơn, Nguyễn Hồng Ân    | Vietnam              | [ 15 ]        |
| Life After Beth                      | Jeff Baena                           | Aubrey Plaza, Dane DeHaan, John C. Reilly         | Statele Unite        | [ 16 ]        |
| Lonely Island                        | Lian Tao, Wang Kunhao                | Li Yiyi, Tian Suhao, Mao Yi                       | China                | [ 17 ]        |
| Midnight Hair                        | Liu Ning                             | Daniella Wang, Lee Wei, Xuan Lu, Yang Zitong      | China                | [ 18 ] [ 19 ] |
| Monsterz                             | Hideo Nakata                         | Tatsuya Fujiwara, Takayuki Yamada                 | Japonia              | [ 20 ]        |
| Oculus                               | Mike Flanagan                        | Karen Gillan, Katee Sackhoff, Brenton Thwaites    | Statele Unite        | [ 21 ]        |
| Over Your Dead Body                  | Takashi Miike                        | Ebizo Ichikawa, Ko Shibasaki, Hideaki Ito         | Japonia Franța China | [ 22 ]        |
| Paranormal Activity: The Marked Ones | Christopher Landon                   | Andrew Jacobs, Jorge Diaz, Gabrielle Walsh        | Statele Unite        | [ 23 ] [ 24 ] |
| The Purge: Anarchy                   | James DeMonaco                       | Frank Grillo, Kiele Sanchez, Michael K. Williams  | Statele Unite        | [ 25 ]        |
| The Quiet Ones                       | John Pogue                           | Jared Harris, Sam Claflin, Erin Richards          | Regatul Unit         | [ 26 ]        |
| Stage Fright                         | Jerome Sable                         | Allie MacDonald, Douglas Smith, Brandon Uranowitz | Statele Unite        | [ 27 ]        |
| Twilight Online                      | Maggie To                            |                                                   | Hong Kong            | [ 28 ]        |
| Vengeful Heart                       | Victor Vũ                            |                                                   | Vietnam              | [ 29 ]        |